# 新季什基夫卡
48°32′57″N 31°1′37″E / 48.54917°N 31.02694°E
新季什基夫卡（烏克蘭語：Новотишківка），是烏克蘭中部的村莊，隸屬基洛夫格勒州的新烏克蘭卡區。該村始建於1923年，面積0.65平方公里，海拔高度155米，2001年人口53，人口密度每平方公里81.5人。